# Alpo Sailo

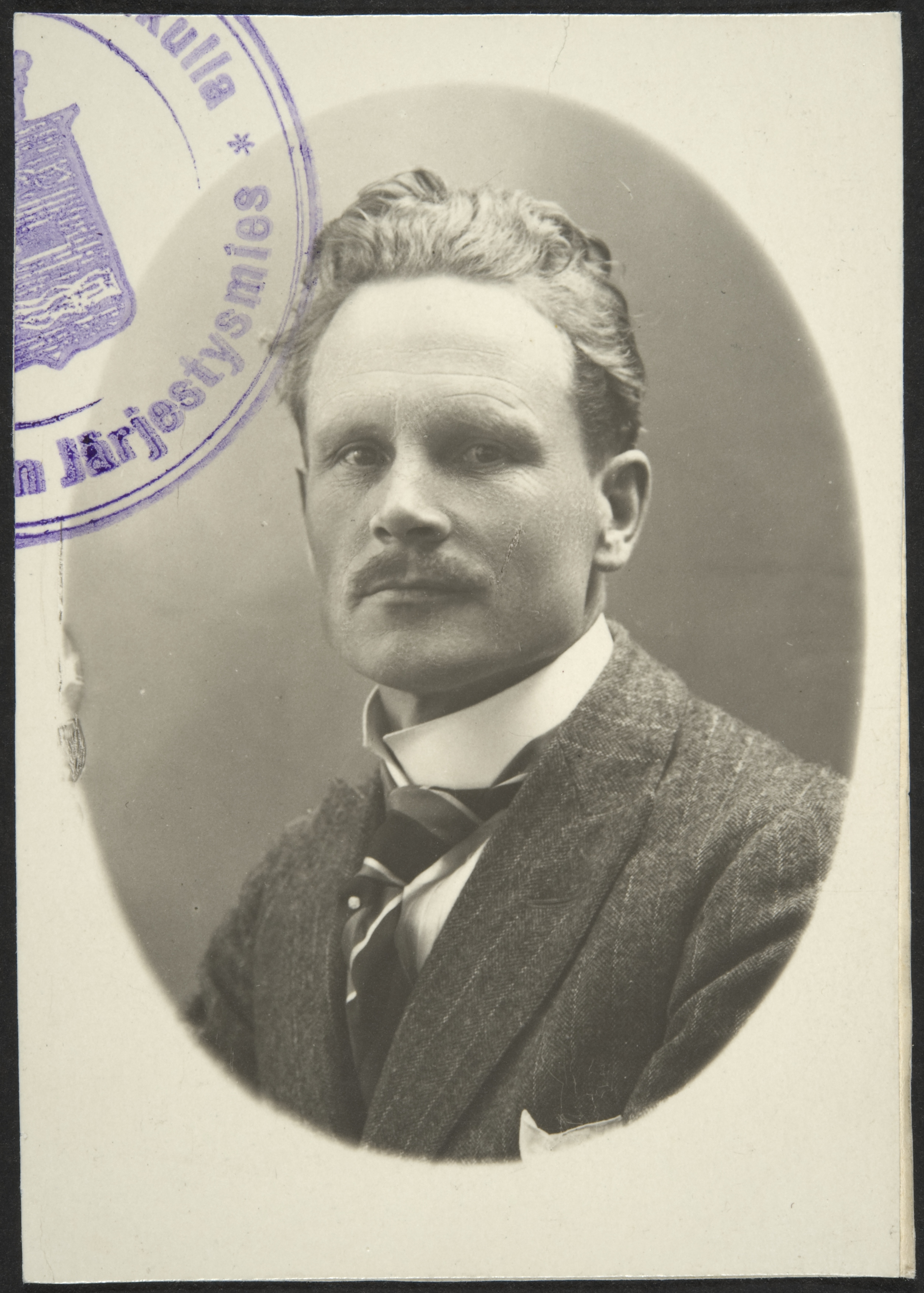
Alpo Sailo, 1920-talet

Albinus (Alpo) Leopold Sailo, född Enlund 14 november 1877 i Tavastehus, Finland, död 6 oktober 1955 i Helsingfors, var en finländsk skulptör.
Alpo Sailo var son till ingenjören Albin Enlund och hans hustru född Moor. Han var gift första gången 1906 med Helga Eleonora Lindström och andra gången från 1938 med Nina Stünkel. Sailo studerade runt sekelskiftet vid Åbo ritakademi och Helsingfors samt för Akseli Gallen-Kallela i Ruovesi och under studieresor till Florens och Budapest. Sailo har framför allt gjort sig känd för sina kraftfullt modellerade porträtt av finländska bondetyper och karelska runosångare samt motiv från nationaleposet Kalevala. 
I början av 1950-talet var han verksam i Värmland, där han porträtterade av en rad finländska ättlingar samt utförde arbeten vid Svante Påhlsons skulpturpark Rottneros Park. Apo Sailo är representerad vid Ateneum i Helsingfors. 

## Bildgalleri

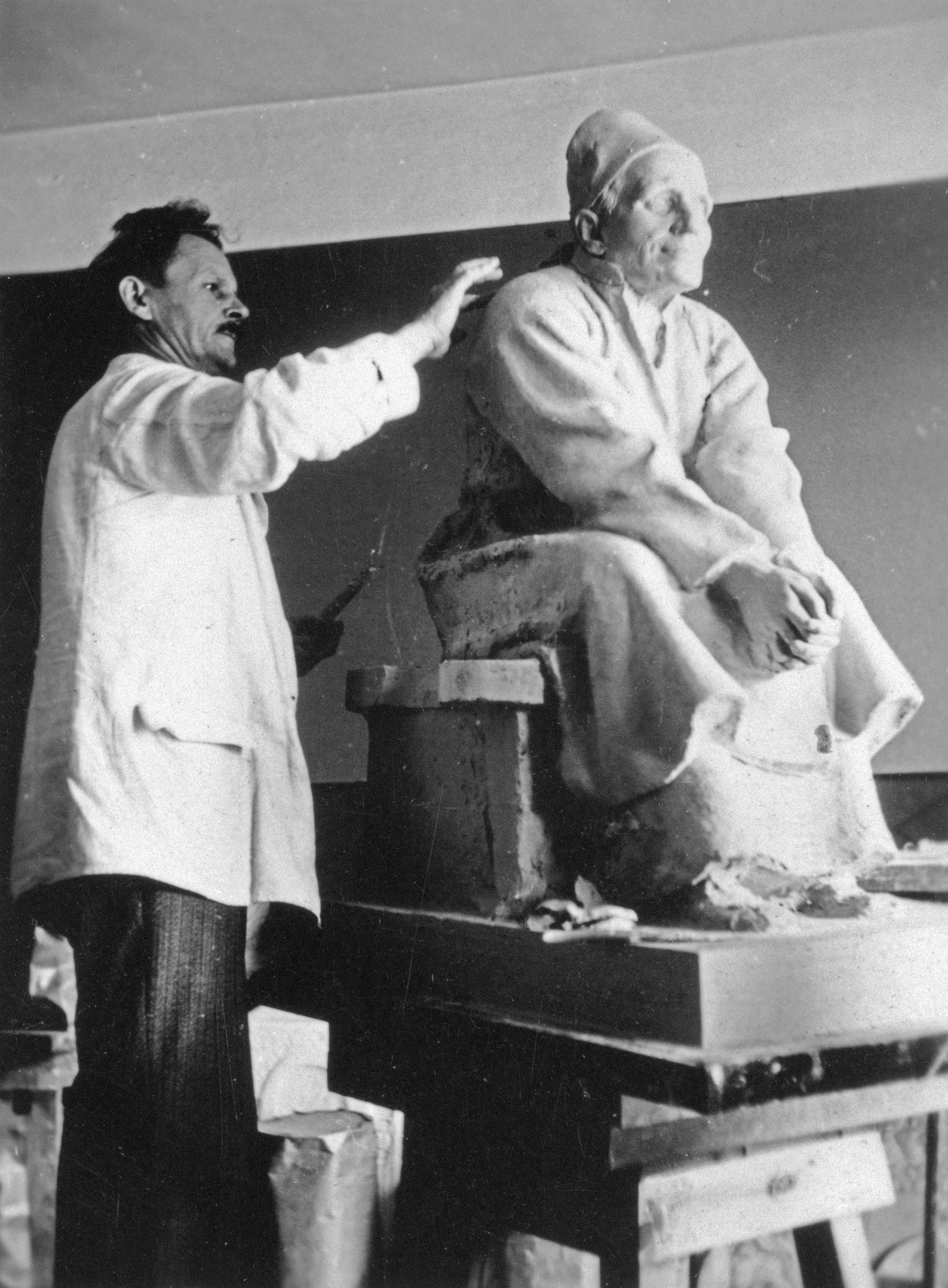
Alpo Sailo modellerar en staty över runosångerskan Larin Paraske, 1935–1936, rest 1949 i Hesperiaparken i Helsingfors
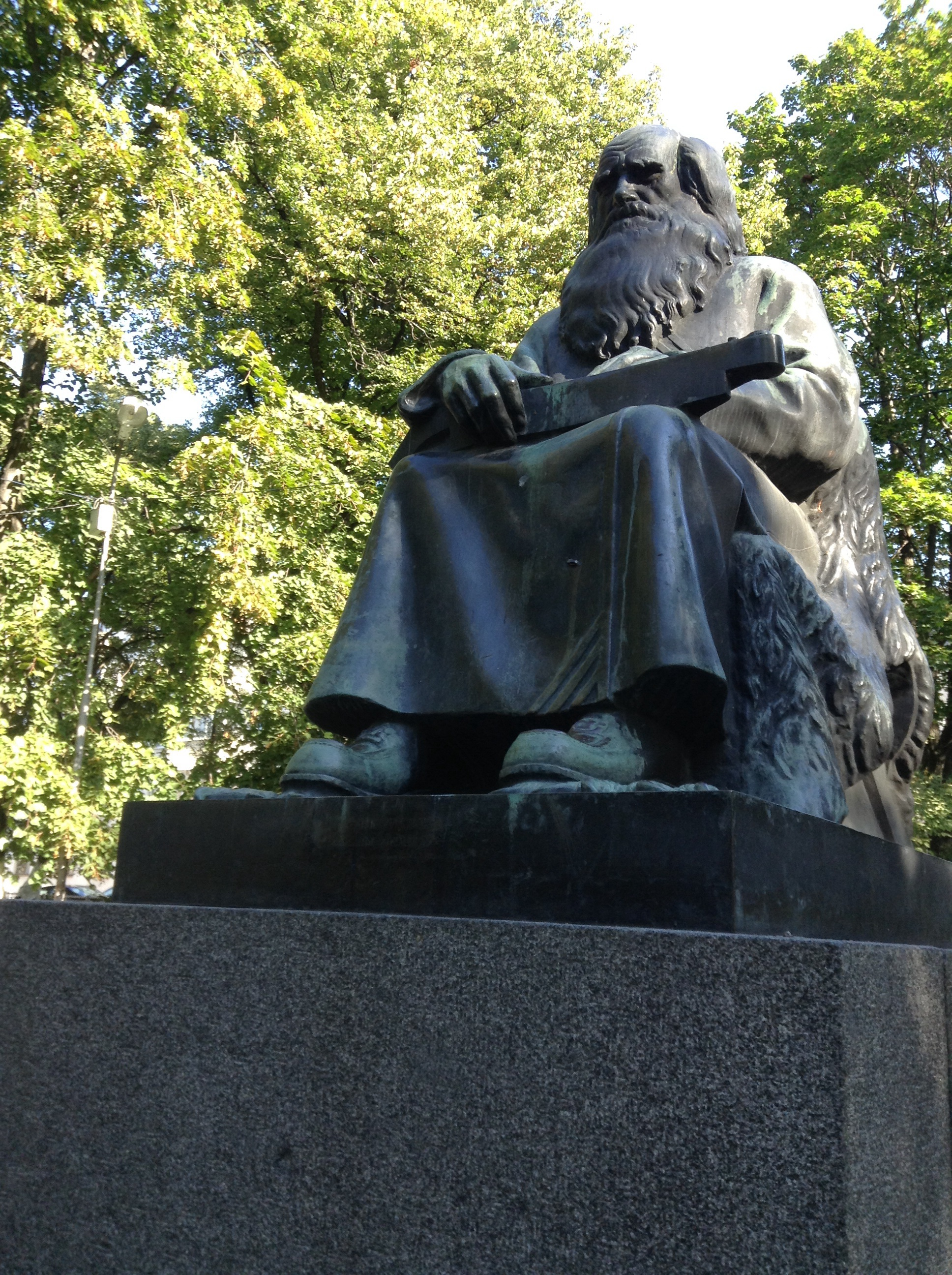
Staty över runosångaren Pedri Shemeikka, 1935, Triangeltorget i Sordavala
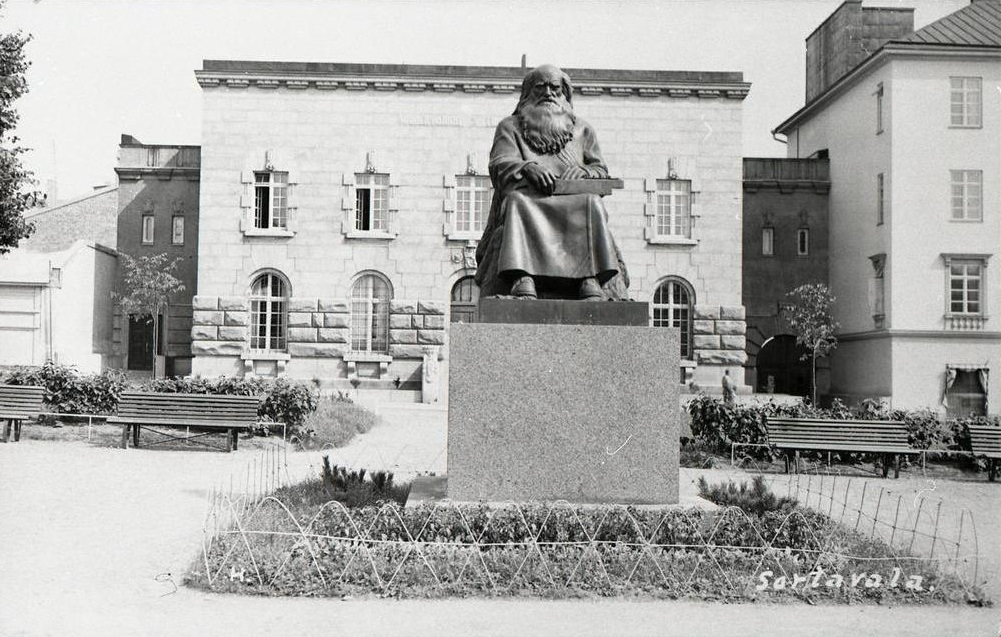
Statyn över Pedri Shemeikka på ett vykort från 1930-talet